# 愛知県産業労働センター
愛知県産業労働センター（あいちけんさんぎょうろうどうセンター）は、愛知県名古屋市中村区名駅にある複合施設である。2009年（平成21年）10月1日オープン。愛称は「ウインクあいち」（WINC AICHI）。

## 概要
本施設は愛知県産業貿易館と愛知県中小企業センター、愛知県勤労会館の老朽化のため中小企業センター跡地に建設された複合施設で、大小ホールや展示場、会議室など各施設の機能を集約している。なお、愛知県中小企業センターは2006年（平成18年）3月31日閉鎖され、愛知県産業貿易館も2009年（平成21年）9月30日をもって閉鎖された。愛知県勤労会館は2010年（平成22年）3月をもって閉鎖後に建物を名古屋市に譲渡して耐震補強・存続の予定であったが、存続が確定しないまま閉館している。
この事業はPFI方式で実施され設計・建設を三菱HCキャピタルおよび竹中工務店、日本管財で設立された特別目的会社「アイラック愛知」が行っている。その後も指定管理者として2009年（平成21年）10月1日 - 2039年（令和21年）9月30日までの30年間管理・運営を行うこととなっている。
愛称は一般公募されたもので（WORK INDUSTRY NEW BUSINESS CULTURE）の頭文字をとったものである。南側に名古屋クロスコートタワーが隣接し地下道で接続する。各線名古屋駅から名駅地下街サンロード、ミッドランドスクエア、マルケイ観光ビル、名古屋クロスコートタワーを経由することで地下道のみでアクセスできる。他のアクセスとしては名古屋市営地下鉄桜通線の国際センター駅にも近く、名古屋駅と国際センター駅とのほぼ中間に位置する。

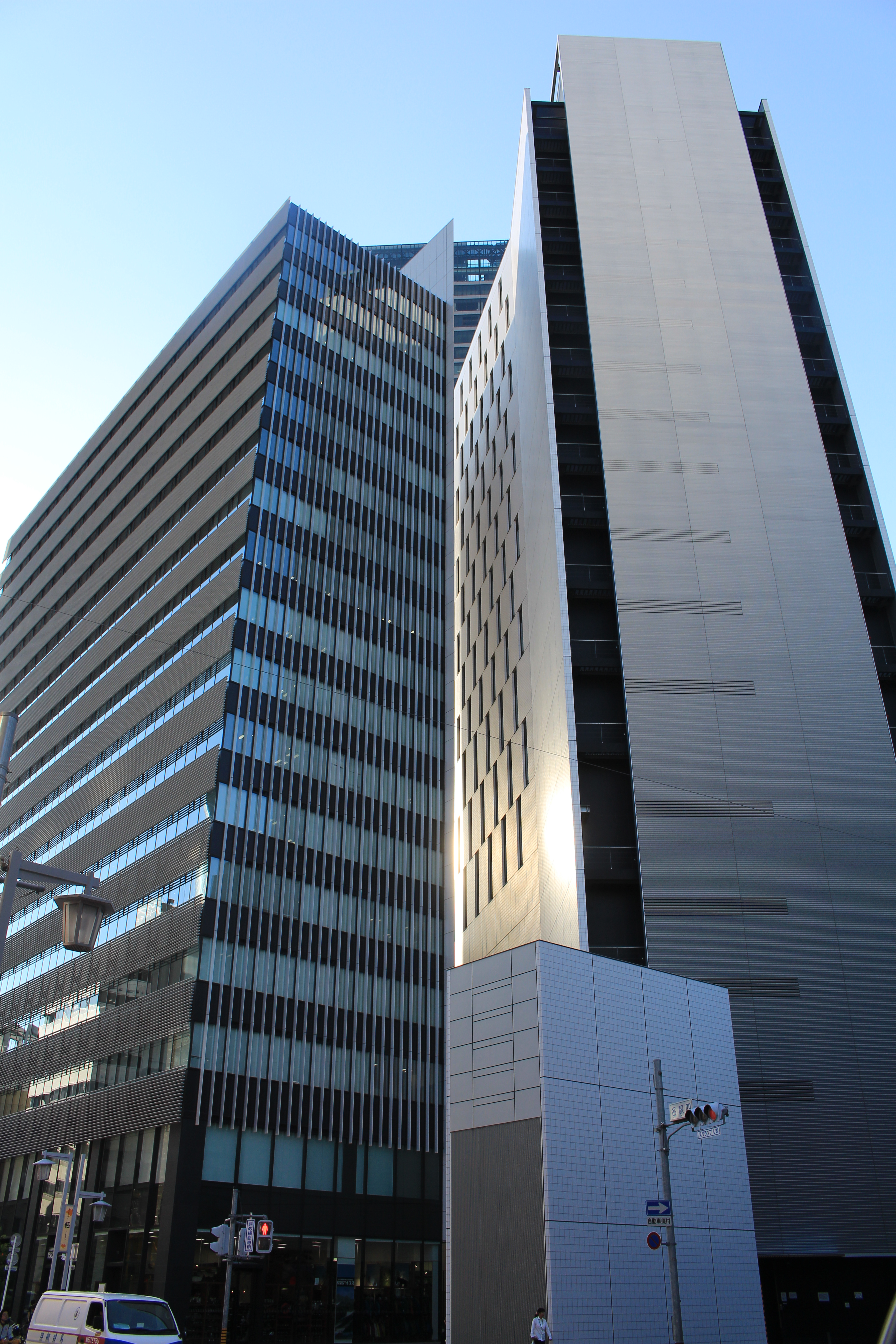
南北に隣接する名古屋クロスコートタワー（左）と愛知県産業労働センター（右）、2015年（平成27年）10月
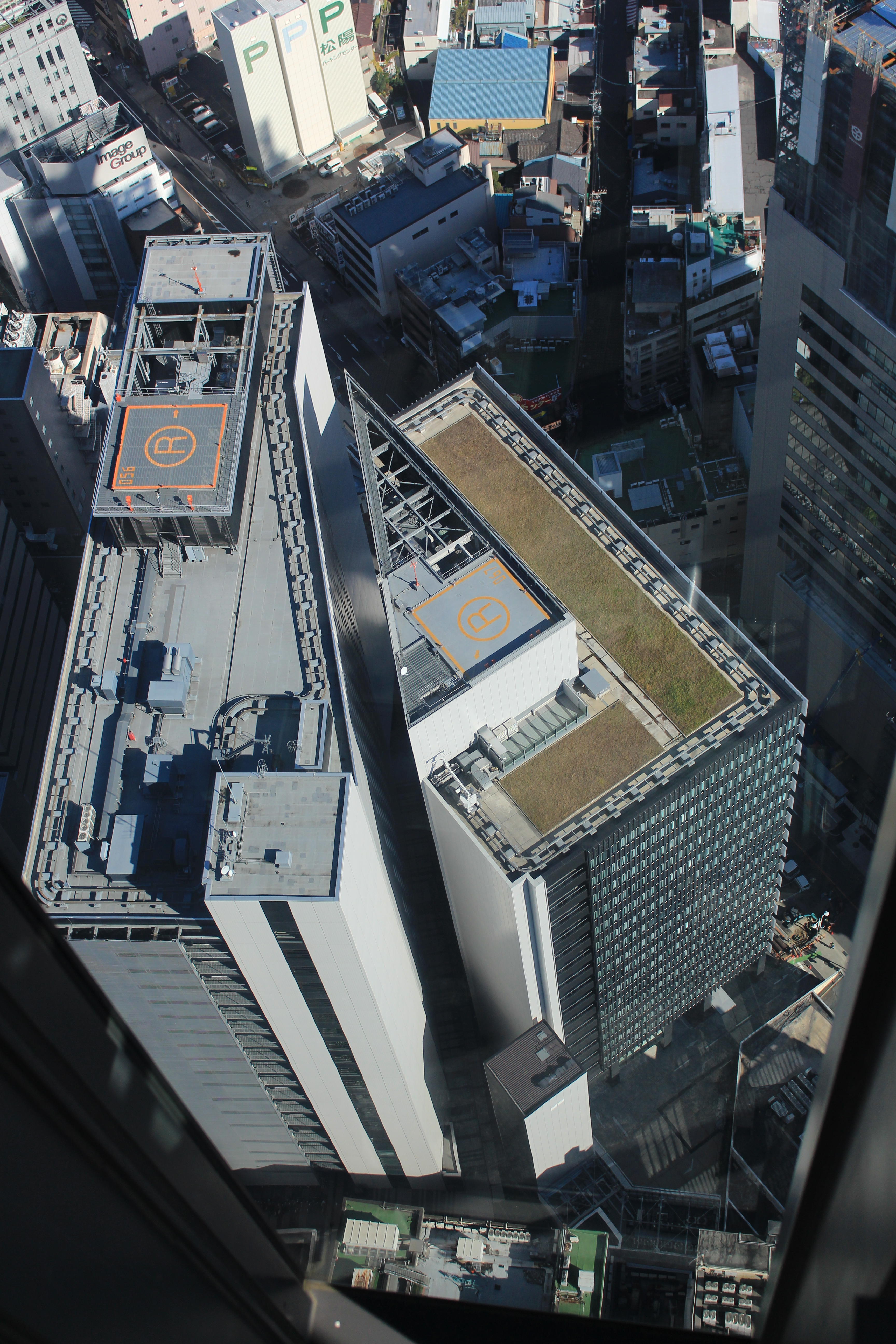
ミッドランドスクエアから見下ろす愛知県産業労働センター（左）と隣接する名古屋クロスコートタワー（右）、2015年（平成27年）11月

## 貸し施設
- ホール[9]
  - 大ホール：『WINC HALL』、801席（車椅子専用スペース8席を含む）、（2F～3F）
  - 小ホール：最大300名、（5F）
- 展示場：総面積3,000m2 ・3フロア、（6F～8F）
- 会議室：全49室、（9F～13F、16F、18F）

## 主なテナント
- 日本貿易振興機構名古屋貿易情報センター（ジェトロ名古屋）[10]
- 愛知県青色申告会連合会[11]
- 愛知県労働局労働福祉課
- 公益財団法人愛知県労働協会
- 愛知県高圧ガス安全協会
- 愛知県中小企業共済協同組合
- 愛知県中小企業団体中央会
- 愛知県商工会連合会
- 公益財団法人あいち産業振興機構
- 愛知県商店街振興組合連合
- 一般社団法人愛知県観光協会
- レストランゾーン：6店舗（B1）
- ミニストップ：ウインクあいち店（店内に県内産品展示即売所を設置）[12]